# 单齿阿地螺
单齿阿地螺（学名：Diniatys monodonta）为漩阿地螺属的海洋腹足纲软体动物。漩阿地螺属舊屬阿地螺科，今隨同阿地螺科同併至長葡萄螺科。其种加词“monodonta”意为“单齿的”。

## 分佈
本物種分佈於中国大陆的南中國海海域、以及琉球群岛與奄美大岛的海域。
属于暖水性种类。其一般生活于潮下带水深60米以下砂质底。